# Kantonsschule Hohe Promenade
 (octobre 2017).
Si vous disposez d'ouvrages ou d'articles de référence ou si vous connaissez des sites web de qualité traitant du thème abordé ici, merci de compléter l'article en donnant les références utiles à sa vérifiabilité et en les liant à la section « Notes et références ».
La Kantonsschule Hohe Promenade (en abrégé KSHP, souvent appelée HoPro) est un collège public à Zurich avec des profils de maturité ancienne et nouvelle. Il compte environ 770 élèves, avec une proportion de filles légèrement supérieure et plus de 120 enseignants.

## Histoire
La Kantonsschule Hohe Promenade a été fondée en 1875 en tant qu'école secondaire de filles de la ville de Zurich. L'école a ensuite été deplacée dans la chancellerie de la Grossmünster, dans la vieille ville de Zurich. En 1913, le bâtiment d'aujourd'hui a été déplacé sur la colline de Hohenpromenade au-dessus de la gare de Zurich Stadelhofen. Le bâtiment, conçu par Gustav Gull, est richement décoré d'œuvres d'art.
En raison du nombre croissant d'étudiants, d'autres bâtiments ont été construits. En 1975, l'école cantonale voisine Stadelhofen a été créée en tant qu'école séparée.
En 1976, le canton qui ne dirigeait que les écoles secondaires de garçons dans la ville, a repris les écoles supérieures des filles. Celles-ci étaient appelées Töchti ou, moins flatteusement, Affenkasten. Des écoles secondaires mixtes ont également été construites comme dans le reste du canton. À cette époque, l'école a changé de nom pour devenir la Kantonsschule Hohe Promenade.
De juillet 2008 à août 2010, le bâtiment principal a été entièrement rénové. Pendant cette période, le personnel scolaire a été transféré dans les locaux de l'école professionnelle Oerlikon à la gare de Zurich Oerlikon. La reconstruction du bâtiment et la modernisation des salles de classe a couté près de 40 millions CHF. Une médiathèque a été construite dans l'ancien gymnase.

## Particularités

### Choix des sujets
L'école se targue d'une sélection particulièrement large de filière linguistique, outre les matières habituelles; l'anglais, le grec et le latin, l'école propose également l'espagnol et le russe, ainsi que différents matières facultatives qui vont de l'arabe au chinois en passant par l'ornithologie.